# Brahmajala Sutra
Ne doit pas être confondu avec Brahmājālasūtta.

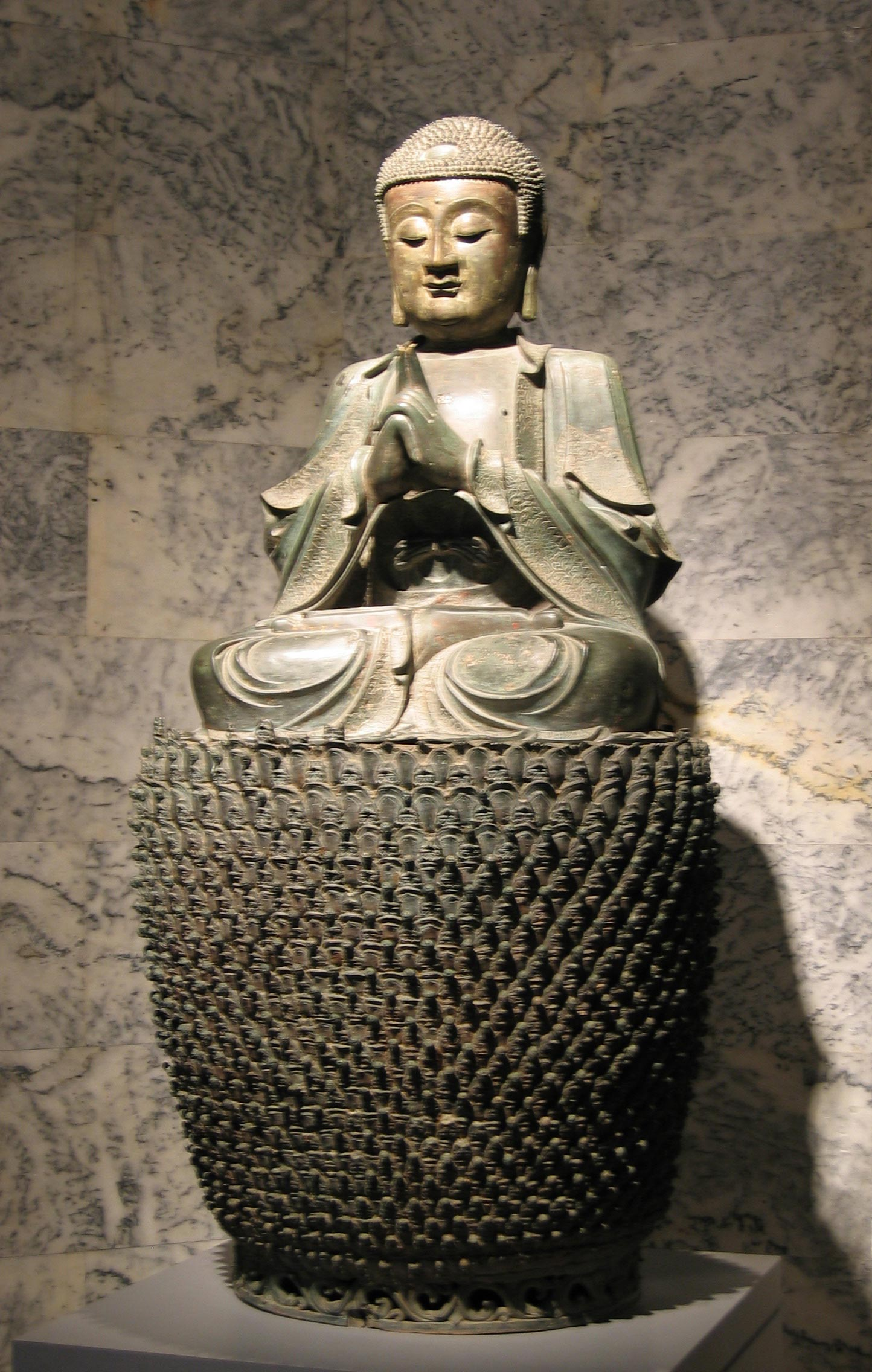
Vairocana sur la Terrasse du Lotus entourée de mille pétales, selon la description donnée dans le Brahmajala Sutra. Cuivre, Dynastie Ming. Cantor Arts Center.

Le Brahmajāla Sūtra , c'est-à-dire Sutra du filet de Brahma, est un sutra bouddhiste Mahâyâna faisant partie du vinaya. Le texte chinois se trouve dans le Taishō Tripiṭaka, et la traduction en tibétain dans le Kangyur 256. Du tibétain, il a également été traduit en mongol et en mandchou. Il est également connu sous le titre de
Le texte est composé de deux parties, la première sur la pratique du bodhisattva, la deuxième à une liste de 58 préceptes, et elle relève ainsi du vinaya. C'est cette partie qui a fait la célébrité du sutra, et elle a souvent été publiée en ouvrage indépendant. En tant que tel, il a été l'objet de centaines de commentaires dans le bouddhisme chinois et le bouddhisme japonais, où il est le grand texte de référence sur la discipline des adeptes du bouddhisme Mahâyâna, tant pour les bodhisattvas religieux que laïcs. 
Le Brahmajāla Sūtra est aussi lié à l'importante métaphore du filet d'Indra que l'on trouve dans l'école Huayan. En revanche, il n'a pas de lien avec le Brahmajala Sutta du Canon Pāli du bouddhisme Theravada (sinon qu'on y trouve aussi des listes de préceptes).

## Statut du texte
Le sutra est souvent mentionné par son titre en sanskrit  — Brahmajala Sutra —, mais il s'agit là d'une reconstruction à partir du chinois, et le titre en sanskrit n'est pas attesté. Par ailleurs, le sutra, composé de deux rouleaux, prétend être le dernier chapitre d'un très long sutra de soixante-et-un chapitres qui occupent cent vingt rouleaux, intitulé  Brahmajāla Bodhisattva Śīla Sūtra. Selon Patrick Carré, chaque paragraphe du Brahmajala sutra se veut un résumé de tel ou tel chapitre de l'ouvrage complet.

### Un texte apocryphe
L'origine même du sutra fait débat, et la recherche universitaire sur le bouddhisme estime en général aujourd'hui qu'il s'agit d'un texte apocryphe, composé en Asie de l'Est par des auteurs inconnus vers le milieu du Ve siècle , , , , alors qu'on a longtemps pensé qu'il avait été rédigé en sanskrit avant d'être traduit en chinois par Kumārajīva en 406. Selon R. E. Buswell Jr., ce sutra est même un exemple paradigmatique d'une série d'apocryphes bouddhistes chinois qui traitent de la question des textes concernant les préceptes, et qui adaptent les règles éthiques de l'Inde aux normes de la société chinoise.

### Un texte traduit du sanskrit?
Selon d'autres chercheurs, il ferait partie d’un texte sanskrit beaucoup plus long, mais un tel texte n’a jamais été retrouvé, . Pour le chercheur Wut Tai Shing, le contenu de ce Sutra Brahmajala plus long ressemblant beaucoup à l'Avataṃsaka sutra qui était déjà traduit, cela signifie que les traducteurs du Brahmajala n'ont traduit que les principales différences.
Certains érudits tout comme des moines du Mahayana pensent ainsi que le sutra n'est pas apocryphe. Parmi les moines, Amoghavajra (VIIIe siècle), l'un des patriarches du bouddhisme Shingon qui parlait couramment le sanskrit et le chinois, affirme que le Sutra Brahmajala fait partie du Sutra Vajrasekhara qui n'avait pas été traduit en chinois. Plus près de nous, le moine Taixu a consacré une étude au Sutra Brahmajala et au texte mahayana intitulé Yoga de la Mer Adamantine, Mañjuśrī aux Mille Bras et aux Mille Bols, Grand Roi du Tantra Taixu dans laquelle il relève de nombreuses similitudes entre les deux textes, ce qui lui fait dire que le Sutra Brahmajala doit avoir été traduit du sanskrit. Côté chercheurs, Wut Tai Shing, déclare, lui, que même s'il n'est pas traduit par Kumārajīva, il est peu probable que le Brahmajala Sutra soit apocryphe. Il relève  particulièrement que certains des dix bodhisattva Bhūmi du Brahmajala Sutra correspondent au Mahāvastu, un premier texte Mahayana en sanskrit bouddhique hybride jamais traduit en chinois.

## Titre
Le titre du sutra est une allusion à l'immense filet que le dieu Brahma accroche dans son palais et de la façon dont chacun des joyaux fixés à chaque nœud du filet se reflète reflète la lumière de tous les autres: « (...) [Shakyamuni] considéra les divins Rois Brahmâs qui faisaient offrande de bannières et de filets et dit: "Les mondes, qui sont innombrables, peuvent être comparés aux mailles de ces filets. Chacun de ces mondes diffère de l'autre par d'innombrables points. De même en est-il des enseignements des Bouddhas." »

## Contenu
Le sutra se compose de deux fascicules ou rouleaux, très différents l'un de l'autre par leur structure, leur thématique, leur contenu, leur langue, au point que plusieurs chercheurs estiment aujourd'hui qu'il s'agit à l'origine de deux textes indépendants l'un de l'autre. La première partie présente une description du bouddha Vairocana et des quarante étapes — en quatre groupes de dix — de la voie du Mahayana. Quant à la seconde partie, on y présente et commente une liste de dix préceptes majeurs pour les bodhisattvas (chinois: 十重戒) et une autre de 48 préceptes mineurs à suivre pour avancer sur le chemin du bodhisattva,. En Chine, on a fini par voir les préceptes du bodhisattva du Brahmajala Sutra comme une l'expression d'un éthique supérieure qu'un moine adopterait, après son ordination, en plus des vœux prātimokṣa. Au Japon, les dix préceptes en sont venus à remplacer presque complètement les règles monastiques à partir de Saichō et de la montée du Tendai. 
Un autre élément remarquable de ce sutra tient au fait qu'il est dû non pas au bouddha Shakyamuni, mais au bouddha Vairocana. qui, selon les commentaires, est « le véritable bouddha Shakyamuni » tandis que Shakyamuni n'est qu'un sublime corps d'apparition. Vairocana se présente comme étant « sur une terrasse (...) entourée de mille pétales dont chacun abrite un univers composé de mille mondes et dans chacun de ces mille mondes j'apparais comme un Shakyamuni. Par ailleurs, l'univers de chaque pétale abrite (...) dix millions de bodhisattvas du clan des Shakyas qui s'asseyent sous dix millions d'Arbres d'Éveil. »

### Préceptes du bodhisattva

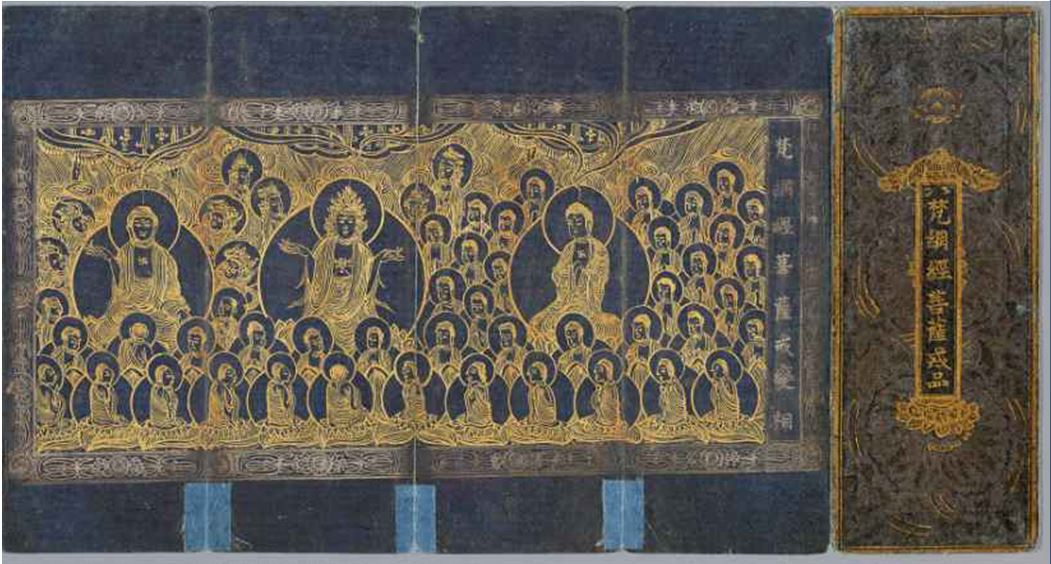
Chapitre sur les préceptes du Bodhisattva dans le Brahmâjala sutra. Argent su papier indigo. Début de la dynastie Joseon,. Musée national de Corée.

On l'a dit, le Brahmajala Sutra contient une liste de dix préceptes majeurs et de quarante-huit préceptes mineurs, connus comme les « préceptes du bodhisattva ». Ces préceptes du bodhisattva sont souvent appelés « préceptes du filet de Brahma » (chinois: 梵網戒; pinyin: Fànwǎng Jiè), en particulier par les érudits bouddhistes, ce qui n'empêche que l'on trouve d'autres listes de préceptes de bodhisattva dans d'autres textes. Généralement, dans les traditions Mahayana d’Asie de l’Est, seuls les dix préceptes majeurs sont considérés comme les préceptes du bodhisattva. Selon le sutra, ces dix préceptes majeurs sont les suivants:Ne pas tuer ou encourager les autres à tuer.
1. Ne pas tuer ou encourager les autres à tuer.
2. Ne pas voler ou encourager les autres à voler.
3. Ne pas se livrer à des actes licencieux ou encourager les autres à le faire. On attend d’un moine qu’il s’abstienne complètement de toute pratique sexuelle.
4. Ne pas utiliser de paroles trompeuses ni encourager les autres à le faire.
5. Ne pas échanger ou vendre des boissons alcoolisées ni encourager d’autres à le faire.
6. Ne pas rapporter plus loin les mauvaises actions ou les fautes de l’assemblée bouddhiste, ni encourager les autres à le faire.
7. Ne pas se vanter ou dire du mal des autres, ni encourager les autres à le faire.
8. Ne pas être avare, ni encourager les autres à l'être.
9. Ne pas nourrir la colère ou encourager les autres à être en colère.
10. Ne pas dire du mal des Trois joyaux (le Bouddha, le Dharma et la Sangha ni encourager les autres à le faire.

Enfreindre l’un de ces préceptes est décrit comme une infraction de type parajika,.